# Pholioxenus krali
Pholioxenus krali är en skalbaggsart som beskrevs av Olexa 1984. Pholioxenus krali ingår i släktet Pholioxenus och familjen stumpbaggar. Inga underarter finns listade i Catalogue of Life.